# Láz (district de Příbram)
Pour les articles homonymes, voir Láz.
Láz (en allemand : Laas) est une commune du district de Příbram, dans la région de Bohême-Centrale, en République tchèque. Sa population s'élevait à 620 habitants en 2020.

## Géographie
Láz se trouve à 8 km au sud-ouest de Příbram et à 60 km au sud-ouest de Prague.
La commune est limitée par Bohutín au nord-est et à l'est, par Vysoká u Příbramě au sud-est, par Vranovice au sud, à l'ouest et au nord-ouest.

## Histoire
La première mention écrite de la localité date de 1349. À la suite de la suppression de la zone militaire de Brdy en 2014, son territoire a été partagé entre les communes limitrophes. La commune de Laz reçut ainsi une nouvelle section cadastrale nommée Láz v Brdech et s'étendant sur 48,45 ha.

## Transports
Par la route, Láz se trouve à 9,5 km de Příbram et à 69 km de Prague.